# Issaka Sawadogo
Issaka Sawagodo (Ouagadougou, 18 maggio 1966) è un attore burkinabé.

## Biografia
La sua carriera si svolge tra il suo paese natale e la Norvegia, dove è consulente culturale del Teatro Nazionale di Oslo. Lavora anche per il Det Norske Teatret e il Teatro Torshov. È membro fondatore del Carrefour International de Théatre de Ouagadougou. È noto soprattutto per le sue interpretazioni nel film canadese Diego Star, per il quale ha ricevuto una nomination al Prix Jutra come miglior attore al 16° Jutra Awards nel 2014 e nel film olandese The Paradise Suite, per il quale ha vinto il Golden Calf come miglior attore al Netherlands Film Festival del 2016.
Nel 2020 è apparso in un ruolo secondario nel film La Nuit des rois di Philippe Lacôte. Nel 2021 ha interpretato il ruolo principale nel cortometraggio Ousmane di Jorge Camarotti.

## Filmografia

### Cinema
- Ballen i øyet, regia di Catrine Telle (2000)
- Svidd neger, regia di Erik Smith Meyer (2003)
- Ouaga saga, regia di Dani Kouyate (2004)
- Si le vent soulève les sables, regia di Marion Hänsel (2006)
- Le monde est un ballet, regia di Issa Traoré de Brahima (2007)
- Mogo-Puissant, regia di Boubakar Diallo (2007)
- Tornando a casa per Natale (Hjem til jul), regia di Bent Hamer (2010)
- Swooni, regia di Kaat Beels (2011)
- L'envahisseur, regia di Nicolas Provost (2011)
- Cabo, regia di Ivan Barbosa (2012)
- Le foulard noir, regia di Boubakar Diallo (2012)
- Diego Star, regia di Frédérick Pelletier (2013)
- De nieuwe wereld, regia di Jaap van Heusden (2013)
- In het niets, regia di Daniel Bruce (2013)
- Le Dernier Diamant, regia di Éric Barbier (2014)
- Soleils, regia di Olivier Delahaye e Dani Kouyaté (2014)
- Samba, regia di Olivier Nakache e Éric Toledano (2014)
- Heimatland, regia di Lisa Blatter, Gregor Frei e Benny Jaberg (2015)
- L'oeil du cyclone, regia di Sékou Traoré (2015)
- The Paradise Suite, regia di Joost van Ginkel (2015)
- Det vita folket, regia di Lisa Aschan (2015)
- La République des corrompus, regia di Salam Zampaligré (2018)
- Hier, regia di Kenyeres Bálint (2018)
- When You Get Home, regia di Ben Brand (2018)
- Lo sbirro di Belleville (Le flic de Belleville), regia di Rachid Bouchareb (2018)
- Black Snake - La leggenda del serpente nero (Black Snake: La légende du serpent noir), regia di Thomas Ngijol e Karole Rocher (2019)
- Fino all'ultimo respiro (À bout de souffle), regia di Oumar Dagnon (2019)
- Walter, regia di Varante Soudjian (2019)
- Colombine (2019)
- Adú, regia di Salvador Calvo (2020)
- La Nuit des rois, regia di Philippe Lacôte (2020)
- Cool Abdoul, regia di Jonas Baeckeland (2021)
- Le chant des fusils, regia di Jean Elliot M.R Ilboudo (2021)
- Twist à Bamako, regia di Robert Guédiguian (2021)
- Les trois lascars, regia di Boubakar Diallo (2021)
- Temps mort, regia di Eve Duchemin (2023)
- Re dell'ombra, regia di Marc Fouchard (2023)
- Le jeune Imam, regia di Kim Chapiron (2023)
- Yo mama, regia di Amadou Mariko e Leïla Sy (2023)
- Io capitano, regia di Matteo Garrone (2023)
- Roqya, regia di Saïd Belktibia (2023)
- Maman, regia di Owell Brown (2024)
- Djugu, le mal de l'ombre, regia di Oumar Dagnon (2024)

### Televisione
- Hotel Cæsar - Serie TV, 15 episodi (2003-2009)
- Dag - Serie TV, 2 episodi (2013)
- The Missing - Serie TV, 2 episodi (2014)
- Det tredje øyet - Serie TV, episodio 1x03 (2014)
- Guyane - Serie TV, 8 episodi (2016-2017)
- Brussel - Serie TV, 3 episodi (2017)
- Maroni - Serie TV, 4 episodi (2018)
- Sakho & Mangane - Serie TV, 8 episodi (2019)
- Fred Vargas: Crime Collection (Collection Fred Vargas) - Serie TV, 2 episodi (2019)
- Assinie - Serie TV, 5 episodi (2019)
- I fiumi di porpora - La serie (Les Rivières pourpres) - Serie TV, 2 episodi (2020)
- Wara - Serie TV, 8 episodi (2020)
- Cheyenne & Lola - Serie TV, 4 episodi (2020-2021)
- Sentinelles - Serie TV, 6 episodi (2022)
- Or noir - Serie TV (2022)
- Casting Call - Film TV, regia di Sharif Abd el Mawla (2024)

### Video musicali
- Nico & Vinz - In Your Arms (2013)
- KOLIDESCOPES - Back To You (2017)